# Lan Việt
Lan Việt hay Việt lan vàng (danh pháp hai phần: Vietorchis aurea) là một loài thực vật thuộc họ Orchidaceae. Loài này phân bố ở Vườn quốc gia Cúc Phương và là loài đặc hữu của miền bắc Việt Nam. Hiện tại, đây là loài duy nhất được ghi nhận của chi Vietorchis.